# Magyar Néphadsereg 105. Honi Légvédelmi Rakétaezred
A Magyar Néphadsereg 105. Honi Légvédelmi Rakétaezrede, a Magyar Néphadsereg honi légvédelmi, majd a Magyar Légierő honi légvédelmi rakétaezrede volt. 1990-ben került felszámolásra.

## A szervezet rövid története
1961. szeptember 15-én alakult meg a MN 105. Honi Légvédelmi Tüzérezred. A felkészítés és az éleslövészet után hozta létre 1962-től az ún. borsodi tűzrendszert.
Miskolcon volt a MN 105. Honi Légvédelmi Tüzérezred laktanyája. Pingyom tetőn volt a Technikai Osztály területe. Három közepes osztállyal rendelkezett, mégpedig Cserépfalu, Szakáld, és Tardona helyőrségekkel. Valamikor Aszalón is volt egy közepes osztály, de azt az első körben, valamikor a hatvanas évek közepén szüntették meg. Azóta az az állásterület kiképző bázisként működött. 
Az ezrednek Lillafüreden volt a védett vezetési pontja.
A légvédelmi tüzérezredet 4 db tüzérosztály, és egy technikai osztály alkotta megalakulásakor. Az osztályoknak 3 javadalmazásnyi rakétája volt, így tehát harchelyzetben minden rakéta osztálynál három javadalmazás (36 db) rakéta volt, 3 db indítóállványon, és 6 db pedig a töltő járművökön, a fedezékbe tárolva. A hetes épületben 3 db teljesen szerelt rakéta töltő járműveken, 24 db rakéta pedig részlegesen szerelve kétszintű tárolókon, és rába utánfutókon tárolva.  A tartalék rakétákat, osztályonkénti 2 javadalmazásnyit, ez 24 db-t jelentett, tehát tárolására, illetve előkészítésére szolgált a technikai osztály.
A Miskolcot védő 105. honi légvédelmi rakétaezrednek egyik osztálya települt Tardona település mellett Sz-75M Dvina technikával 1961-től, 1984-től pedig Sz-75M3-OP Volhov-al. 1990. február 15-én adták le a készültséget Miskolc körül és ugyanabban az évben meg is szűnt az ezred.

## A légvédelmi tüzér, majd 1987-től rakétaosztályok telepítése a következő volt
- 105/1. Honi Légvédelmi Tüzértechnikai Osztály - Miskolc[2]
- 105/2. Honi Légvédelmi Tüzérosztály - Tardona
- 105/3. Honi Légvédelmi Tüzérosztály - Cserépfalu
- 105/4. Honi Légvédelmi Tüzérosztály - Aszaló
- 105/5. Honi Légvédelmi Tüzérosztály - Szakáld